# Trill O.G: The Epilogue
Albums de Bun B
Trill O.G
(2010)
Singles
1. Fire
Sortie : 17 septembre 2013

Trill O.G: The Epilogue est le quatrième album studio de Bun B, sorti le 11 novembre 2013.
L'album s'est classé 2e au Top Independent Albums, 3e au Top Rap Albums, 6e au Top R&B/Hip-Hop Albums et 30e au Billboard 200.

## Liste des titres
| No  | Titre | Contient un (des) sample(s) de                    | Durée |
| --- | --- | ------------------------------------------------- | ----- |
| 1.  | The Best Is Back (Produit par Steve Below)                                                                      |                                                   | 3:33  |
| 2.  | Cake (featuring Big K.R.I.T., Lil Boosie et Pimp C – Produit par Big K.R.I.T.)                                  |                                                   | 3:58  |
| 3.  | Fire (featuring Rick Ross, 2 Chainz et Serani – Produit par The BlackOut Movement)                              | Walk on By d'Isaac Hayes Fire de Scooter          | 3:48  |
| 4.  | No Competition (featuring Raekwon et Kobe – Produit par DJ Khalil)                                              |                                                   | 3:54  |
| 5.  | Don't Play With Me (featuring Pimp C – Produit par Big E)                                                       |                                                   | 3:56  |
| 6.  | Gladiator (Produit par Steve Below)                                                                             |                                                   | 5:00  |
| 7.  | Eagles (Produit par Steve Below)                                                                                |                                                   | 4:12  |
| 8.  | Stop Playin' (featuring Royce da 5'9" et Redman – Produit par Mr. Inkredible)                                   | Brooklyn Zoo d'Ol' Dirty Bastard                  | 3:44  |
| 9.  | Triller (featuring Kirko Bangz – Produit par Big E)                                                             |                                                   | 3:34  |
| 10. | Off Top (featuring Max Frost – Produit par Steve Below)                                                         |                                                   | 3:08  |
| 11. | Dippin' & Swervin' (Produit par Steve Below)                                                                    |                                                   | 3:46  |
| 12. | On One (featuring Gator Main et Devin the Dude – Produit par Big E)                                             |                                                   | 4:03  |
| 13. | The Legendary DJ Screw (featuring E.S.G., C-Note, Lil' O, Trae tha Truth, Z-Ro et Big Hawk – Produit par Big E) | 6 in the Mornin' d'Ice-T Gangsta Gangsta de N.W.A | 3:50  |
| 14. | Bye! (Produit par Steve Below)                                                                                  |                                                   | 4:30  |